# いーんじゃない!!
「いーんじゃない!!」は、七緒香の2枚目のシングル。

## 内容
B'zのギタリスト、松本孝弘が作曲・プロデュースを手がけた作品の2枚目のシングル。テレビ朝日系『龍ノ福耳』オープニングテーマ。ジャケットのタイトル名は松本孝弘の直筆である。

## 収録曲
1. いーんじゃない!!
作詞：七緒香、作曲：松本孝弘、編曲：松本孝弘・徳永暁人
2. Be All Right
作詞：七緒香、作曲：松本孝弘、編曲：松本孝弘・徳永暁人
3. いーんじゃない!! (original karaoke)

## 参加ミュージシャン
- 松本孝弘 - ギター
- 生沢佑一（TWINZER） - コーラス